# بالنت نيلاسي
بالنت نيلاسي (بالمجرية: Nyilasi Bálint)‏ هو لاعب كرة قدم مجري في مركز الهجوم، ولد في 20 مارس 1990 في بودابست في المجر. لعب مع نادي فيرينتسفاروشي.